# Атласюк Сергій Вікторович
Сергій Вікторович Атласюк (нар. 31 травня 1987, м. Старокостянтинів, Хмельницька область) — український футболіст, помічник тренера львівських «Карпат».
Навчався у Старокостянтинівській середній школі №4. Після закінчення школи у 2004 році, вступив у Тернопільський Національний Педагогічний Університет ім. Володимира Гнатюка на факультет фізичного виховання. Спочатку виступав за студентську команду Буревісник, де згодом було створено нову команду ФК Тернопіль яка брала участь у Чемпіонаті області, Чемпіонаті України серед аматорів, Чемпіонаті України серед студентів, Всеукраїнській Універсіаді, Чемпіонаті Європи серед студентів. У 2009 році почав виступати за Ниву Тернопіль, де став разом з командою Чемпіоном Другої ліги Чемпіонату України з футболу. По закінченню сезону повернувся у ФК Тернопіль, та згодом розпочав виступи у професійній футбольній лізі. За чотири сезони (два в другій лізі, два в першій лізі та кубку України) провів 130 матчів, забив 20 голів. У сезоні 2013/2014 команда зайняла 3 місце, що дало змогу підвищитися в класі, а Атласюк потрапив у збірну сезону як основний центральний захисник. Сезон 2015/2016 став останнім у футболці ФК Тернопіль, де по закінченню сезону перейшов у ФК Агробізнес Волочиськ. Сезон 2016/2017 з ФК Агробізнес брав участь у Чемпіонаті України серед аматорів, де стали чемпіонами. Перемогли у фіналі Харківський Металіст 1925 4:0. Наступний сезон разом з командою розпочав виступи у другій лізі,  де також стали чемпіонами. Спочатку виграли свою групу, а у суперфіналі за абсолютного чемпіона здолали СК Дніпро1, 1:0. Під час чемпіонату отримав важку травму коліна, та після операції був змушений завершити ігрову кар'єру. Після завершення ігрової кар'єри увійшов до тренерського штабу команди ФК Агробізнес Волочиськ, а згодом одеського «Чорноморця». Восени 2017 року Атласюк отримав важку травму коліна, після якої був змушений завершити футбольну кар'єру. Всього у дорослому футболі (згідно інформації ФФУ) Сергій Атласюк зіграв 193 матчі (142 - ПФЛ, 51 - аматори) та забив 27 голів (22 - ПФЛ, 5 - аматори).    
У лютому 2023 року Атласюк став помічником головного тренера тернопільської «Ниви».     

## Клубна кар'єра
Перший тренер — В. Т. Романець.
Виступав за «Случ» (Старокостянтинів), «Буревісник» (Тернопіль), «Конфермат» (Хмельницький), «Нива» (Тернопіль), ФК «Тернопіль» (Тернопіль), ФК «Агробізнес».

## Досягнення
- Кандидат в Майстри Спорту України з футболу
- Чемпіон Другої ліги України (група А) 2008/2009
- Чемпіон Європи серед студентів 2009
- Бронзовий призер Чемпіонату Європи серед студентів 2010
- Бронзовий призер Другої ліги України 2013/14
- Срібний призер Чемпіонату України серед аматорів 2016
- Переможець Чемпіонату України серед аматорів 2016/17
- Абсолютний чемпіон Другої ліги 2017/2018